# Cortinarius iodes
A Cortinarius iodes é uma espécie de fungo agárico da família  Cortinariaceae. Os basidiomas têm pequenos píleos roxos e viscosos de até 6 cm de diâmetro, que desenvolvem manchas e estrias amareladas na maturidade. A cor da lamela muda de violeta para marrom enferrujado ou acinzentado à medida que o cogumelo amadurece. A distribuição da espécie inclui o leste da América do Norte, a América Central, o norte da América do Sul e o norte da Ásia, onde cresce no solo em uma associação micorrízica com árvores decíduas. O cogumelo não é recomendado para consumo. A Cortinarius iodeoides, uma das espécies potencialmente semelhantes, pode ser distinguida da C. iodes pela pileipellis com sabor amargo.

## Taxonomia
A espécie foi descrita cientificamente pela primeira vez por Miles Joseph Berkeley e Moses Ashley Curtis em 1853. A coleta do holótipo foi feita pelo botânico americano Henry William Ravenel na Carolina do Sul. Joseph Ammirati e Howard Bigelow consideraram Cortinarius heliotropicus, descrita por Charles Horton Peck em 1914, como sendo a mesma espécie de C. iodes após examinarem os espécimes holótipos de ambas. No entanto, de acordo com os bancos de dados nomenclaturais MycoBank e Index Fungorum, Cortinarius iodes não tem sinônimos. Se forem realmente a mesma espécie, o nome C. iodes tem prioridade. A C. iodes é classificada no subgênero Myxacium, juntamente com outras espécies de Cortinarius que têm um píleo e um estipe viscosos.
O epíteto específico iodes significa "semelhante à violeta". É comumente conhecido como "cort manchado" ou "cort violeta viscoso".

## Descrição

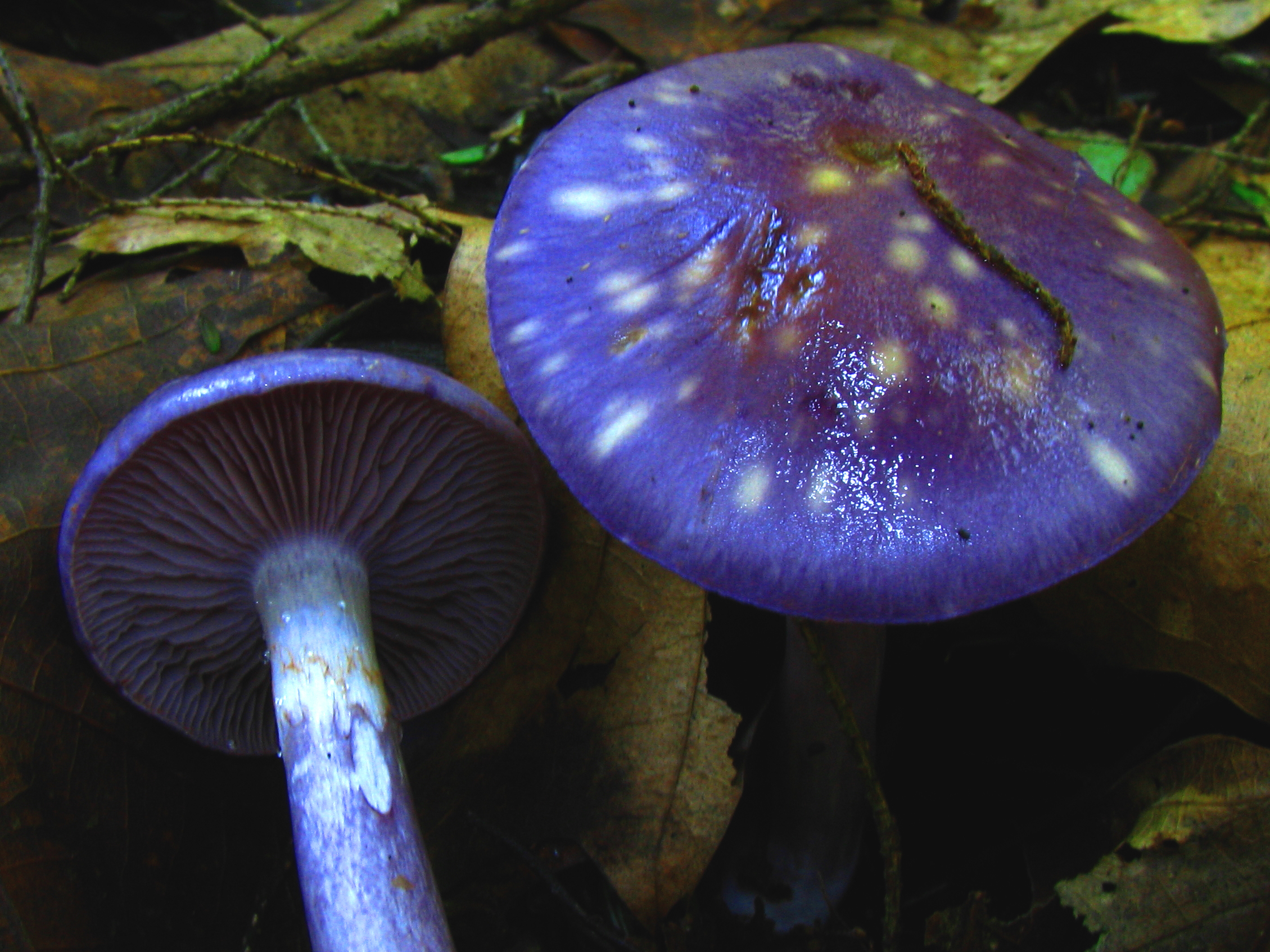
Os píleos maduros desenvolvem manchas amareladas características. Uma zona anelar marrom ferrugem e fina é visível na parte superior do estipe.

O píleo é inicialmente em forma de sino antes de se tornar amplamente convexo e depois plano na maturidade (às vezes retendo um umbo largo), e atinge um diâmetro de 2 a 6 cm. A superfície do píleo é viscosa (em tempo úmido) e lisa, e tem uma cor lilás ou arroxeada. A cor desbota na maturidade e o píleo desenvolve manchas amareladas irregulares ou fica amarelado no centro. A carne é branca, firme e fina. As lamelas são presas ao estipe e bem agrupadas; são de lilás a violeta quando novas, mas tornam-se marrom-ferrugem a canela acinzentada quando os esporos amadurecem. O estipe mede de 4 a 7 cm de comprimento por 0,5 a 1,5 cm de espessura e tem largura quase igual em toda a extensão, com exceção de uma base um pouco bulbosa. É sólido (não oco), viscoso, liso e tem cores violeta ou púrpura que geralmente são mais claras do que o píleo; as vezes, a base do estipe é mais ou menos branca. O véu parcial violeta-claro, semelhante a uma teia de aranha, deixa uma zona de fibras finas, roxas ou cor de ferrugem na parte superior do estipe. O cogumelo não tem sabor ou odor característico. O cogumelo não é recomendado para consumo.
A Cortinarius iodes produz uma esporada marrom-ferrugem. Os esporos são elípticos, com uma superfície finamente rugosa, medindo de 8 a 10 por 5 a 6,5 μm. Os basídios (células portadoras de esporos) têm quatro esporos, são em forma de taco e medem de 28 a 39,5 por 9,3 a 14 μm. Tanto os queilocistídios quanto os pleurocistídios estão ausentes no himênio; a borda da lamela é povoada por basídios e seus equivalentes não desenvolvidos, os basidiolos. A pileipellis é composta por uma camada distinta de hifas de 3 a 8 μm de largura que formam uma camada geralmente com 110 a 125 μm de espessura; essa camada é menos distinta ou mais fina em espécimes antigos ou mal preservados. As fíbulas estão presentes nas hifas em todo o basidioma.

### Espécies semelhantes
A Cortinarius iodes é uma espécie bastante distinta e sua combinação de características a torna facilmente identificável. Várias outras espécies de Cortinarius desenvolveram um revestimento viscoso que provavelmente ajuda a proteger os basidiomas da predação por insetos e outros invertebrados. Outras técnicas de campo podem ser usadas para ajudar a identificar basidiomas secos que perderam o revestimento viscoso: verificando se há detritos de folhas e galhos aderidos à superfície ou tocando o píleo e o estipe com a boca para explorar a maior sensibilidade dos lábios à viscosidade. A C. iodeoides é praticamente idêntica em aparência à C. iodes, mas pode ser diferenciada desta última pela pileipellis com sabor amargo e pelos esporos menores e mais estreitos, medindo 7,7 a 9,3 por 4,6 a 5,4 μm. A  Cortinarius violaceus tem um píleo e um estipe secos, escamosos e roxos escuros. A  Cortinarius traganus tem um píleo e um estipe secos e roxos claros e um odor ruim. Duas outras espécies de Cortinarius muito difundidas com coloração violeta e um píleo viscoso, C. salor e C. croceocaeruleus, podem ser distinguidas de C. iodes pela ausência de manchas amareladas. Uma espécie norte-americana, C. oregonensis, tem um píleo lilás mais pálido com uma região central amarelada ou marrom e esporos menores que medem de 7 a 8 por 4 a 5 μm. Uma espécie que não é tão parecida com Cortinarius, Inocybe lilacina, tem um píleo seco e sedoso que apresenta um umbo proeminente.

## Habitat e distribuição
A Cortinarius iodes forma associações micorrízicas com árvores decíduas, principalmente carvalhos. Os cogumelos as vezes crescem isoladamente, mas com mais frequência estão dispersos ou em grupos sob árvores de madeira de lei, em húmus e serapilheira. Os habitats típicos incluem bordas de pântanos, áreas pantanosas e colinas. A frutificação geralmente ocorre de julho a novembro. Na América do Norte, é comum nas regiões do leste e rara no noroeste do Pacífico. Sua distribuição se estende do leste do Canadá ao sul da América Central e às regiões do norte da América do Sul. Também ocorre no norte da Ásia e na Sérvia, Europa.

## Links externos
- Cortinarius iodes em Index Fungorum
- Imagens em Mushroom Observer